# Championnats du monde de ski de vitesse 2024
Navigation
Vars 2023 Vars 2025
Les Championnats du monde de ski de vitesse 2024 se sont déroulés à Vars (France) sous l'égide de la fédération internationale de ski. Quatre titres ont été attribués, deux pour les hommes et deux pour les femmes (dans les catégories Senior et Junior). Ç'est la 6e fois que ces championnats du monde FIS sont organisés à Vars. Les derniers runs programmés n'ont pas pu être organisés en raison des conditions météo.
Chez les hommes, le Français Simon Billy, l'emporte pour la troisième fois consécutive. Il devance le Tchèque Radim Palan et l'Autrichien Manuel Kramer. L'Italien Simone Origone, sextuple champion du monde est disqualifié pour non-conformité d'un appendice aérodynamique au niveau des chaussures.  Le descendeur de coupe du monde de ski alpin Rok Perko, qui dispute sa première course en ski de vitesse, obtient la 7e place.
Chez les dames, l'Italienne Valentina Greggio l'emporte pour la quatrième fois. Elle est suivie par la Française Cléa Martinez et la Suédoise Mathilda Persson.

## Participants
56 participants de 16 nationalités différentes
| Amerique du Nord                                                | Amerique du Nord                                            | Amerique du Nord |
| --------------------------------------------------------------- | ----------------------------------------------------------- | ---------------- |
| - Canada - États-Unis                                           |                                                             |                  |
| Asie                                                            |                                                             |                  |
| - Japon                                                         |                                                             |                  |
| Europe                                                          |                                                             |                  |
| - Allemagne - Autriche - Belgique - Espagne - Finlande - France | - Italie - Slovénie - Slovaquie - Suède - Suisse - Tchéquie |                  |
| Océanie                                                         |                                                             |                  |
| - Nouvelle-Zélande                                              |                                                             |                  |

## Piste
| Nom                | Chabrières |
| Altitude de départ | 2720 m     |
| Altitude d’arrivée | 2285 m     |
| Dénivellation      | 435 m      |
| Longueur totale    | 1200 m     |
| Longueur utile     | 670 m      |
| Pente maximum      | 0098 %     |
| Pente moyenne      | 0055 %     |

## Podiums

### Hommes
| Épreuves | Or             | Argent       | Bronze          |
| -------- | -------------- | ------------ | --------------- |
| Elite S1 | Simon Billy    | Radim Palan  | Manuel Kramer   |
| Juniors  | Victor Persson | Matias Labit | Alexis Fourquet |

### Femmes
| Épreuves | Or                 | Argent               | Bronze            |
| -------- | ------------------ | -------------------- | ----------------- |
| Elite S1 | Valentina Greggio  | Cléa Martinez        | Mathilda Persson  |
| Juniors  | Mareva Cau Lapique | Sira Kling/Andersson | Amanda Ribbegardh |

## Résultats détaillés

### Hommes
| Rang               | Skieur               | Vitesse     |
| ------------------ | -------------------- | ----------- |
| Médaille d'or      | Simon Billy          | 231,43 km/h |
| Médaille d'argent  | Radim Palan          | 230,57 km/h |
| Médaille de bronze | Manuel Kramer        | 229,28 km/h |
| 4                  | Klaus Schrottshammer | 228,44 km/h |
| 5                  | Tawny Wagstaff       | 227,80 km/h |
| 6                  | Bastien Montès       | 227,58 km/h |
| 7                  | Rok Perko            | 226,10 km/h |
| 8                  | Olaf Abrahamsson     | 225,98 km/h |
| 9                  | Mark Amann           | 224,84 km/h |
| 10                 | Michal Békès         | 224,52 km/h |

|  |
|  |

### Femmes
| Rang               | Skieuse                  | Vitesse     |
| ------------------ | ------------------------ | ----------- |
| Médaille d'or      | Valentina Greggio        | 226,42 km/h |
| Médaille d'argent  | Cléa Martinez            | 222,23 km/h |
| Médaille de bronze | Mathilda Persson         | 217,49 km/h |
| 4                  | Agnes Abrahamsson        | 216,13 km/h |
| 5                  | Marta Visa Carol         | 214,61 km/h |
| 6                  | Cornelia Thurn Sandström | 213,32 km/h |
| 7                  | Seraina Murk             | 211,42km/h  |
| 8                  | Maëlle Loridon           | 207,72 km/h |
| 9                  | Sylvie Hudeckova         | 188,49 km/h |
| 10                 | Josefia Heikkila         | 185,51km/h  |

|  |
|  |